# Мпака
Мпака (англ. Mpaka) — город на востоке Эсватини, на территории округа Лубомбо.

## Географическое положение
Расположен в центральной части округа, в 22 км к северо-западу от города Ситеки.

## Население
По данным официальной переписи 1997 года численность населения составляла 2144 человека.
Динамика численности населения города по годам:
| 1986 | 1997 | 2013 |
| ---- | ---- | ---- |
| 1007 | 2144 | 4257 |

## Транспорт
Мпака является важной железнодорожной станцией.